# Dendrotion elegans
Dendrotion elegans är en kräftdjursart som beskrevs av Roger J. Lincoln och Geoffrey Allen Boxshall 1983. Dendrotion elegans ingår i släktet Dendrotion och familjen Dendrotionidae. Inga underarter finns listade i Catalogue of Life.